# Tommi Grönlund
Tommi Grönlund (ur. 9 grudnia 1969 w Helsinkach) – fiński piłkarz występujący na pozycji pomocnika.

## Kariera klubowa
Grönlund jako junior grał w zespołach SUMU oraz HJK. W 1989 roku został graczem drugoligowego VanPa. Następnie grał w innym drugoligowcu, FinnPa, a w 1992 roku przeszedł do pierwszoligowego HJK, w którym występował już jako junior. W sezonie 1992 zdobył z nim mistrzostwo Finlandii, a w sezonach 1993 oraz 1996 także Puchar Finlandii.
Pod koniec 1996 roku Grönlund odszedł do duńskiego Viborga. Spędził tam sezon 1996/1997, a potem przeniósł się do Szwecji, gdzie występował w zespołach Ljungskile SK oraz Trelleborgs FF.
W listopadzie 2001 roku Grönlund został zawodnikiem szkockiego Hearts. W Scottish Premier League zadebiutował 3 listopada 2001 w przegranym 1:3 meczu z Livingston. W Hearts grał do końca sezonu 2001/2002. Potem wrócił do Szwecji, gdzie przez dwa sezony występował w drużynie Helsingborgs IF. Karierę zakończył w 2004 roku, po sezonie spędzonym w HJK.

## Kariera reprezentacyjna
W reprezentacji Finlandii Grönlund zadebiutował 16 sierpnia 1995 w przegranym 0:6 meczu eliminacji Mistrzostw Europy 1996 z Rosją. 30 października 1996 w zremisowanym 2:2 towarzyskim pojedynku z Estonią strzelił swojego pierwszego gola w kadrze. W latach 1995–2002 w drużynie narodowej rozegrał 36 spotkań i zdobył 2 bramki.